# 김천중앙초등학교
김천중앙초등학교는 대한민국 경상북도 김천시 남산동에 있는 공립 초등학교이다.

## 학교 연혁
- 1945년	10월 31일 김천공립국민학교로 설립인가
- 1948년	4월 20일 김천중앙국민학교로 개칭
- 1996년	3월 1일	김천중앙초등학교로 개칭
- 2021년	9월 1일	제33대 박재일 교장 부임
- 2021년	12월 1일 중앙정원 완공 및 시판 설치
- 2022년	8월 31일 운동장 놀이시설 완공(1억)
- 2022년	8월 31일 유치원 놀이중심 환경개선 공사(5600만원)
- 2022년	10월 1일 학교문집 '꿈마중' 창간호 발간
- 2022년	12월 30일 제78회 졸업(졸업생 수: 15,696명)
- 2023년	2월 15일 제38회 유치원 졸업(졸업생 총수: 1,603명)
- 2023년	3월 1일	초등 7학급 편성, 유치원 4학급 편성

## 참고 자료
- 김천중앙초등학교 - 한국교육학술정보원 학교알리미